# Saraisker Kreml

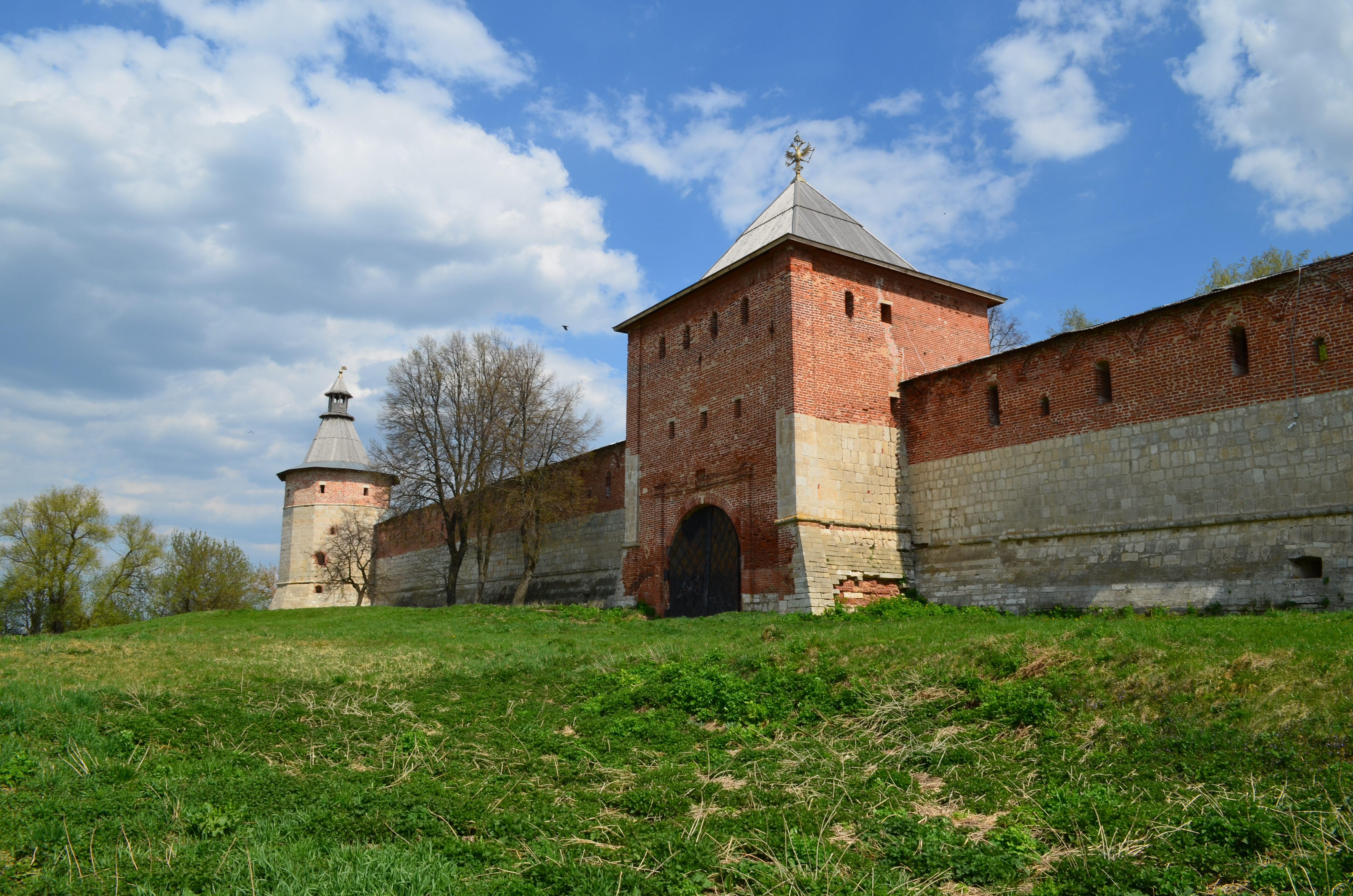
Wachturm und Turm Egoryev

Der Saraisker Kreml (russisch Зарайский кремль) ist eine aus dem frühen 16. Jahrhundert stammende Stadtbefestigungsanlage im europäischen Teil Russlands. Sie bildet den historischen Mittelpunkt der Stadt Saraisk im Süden der Oblast Moskau.

## Beschreibung
Der Saraisker Kreml weist sowohl in geographischer als auch in architektonischer Hinsicht gewisse Ähnlichkeiten mit einer Reihe vergleichbarer altrussischer Zitadellen auf, darunter dem einige Jahrzehnte früher erbauten Moskauer Kreml. Mit einer Fläche von gut 2,4 Hektar ist er allerdings kleiner als alle anderen bis heute erhaltenen Kreml. Er steht an einem hohen Ufer des Oka-Nebenflusses Ossjotr und wurde in den Jahren 1528 bis 1531 erbaut. Damals diente Saraisk ausschließlich als einer der südlichen Festungsvorposten des Moskauer Fürstentums zum Schutz insbesondere gegen die häufigen Angriffe der Krimtataren. Die ungefähr parallel der Oka und etwas südlicher der selbigen verlaufende Verteidigungslinie, die durch mehrere Festungsanlagen wie den Saraisker Kreml, ferner die Kreml von Kolomna, Rjasan und Tula, zusätzlich gestärkt wurde, ist unter der Bezeichnung Verhaulinie des Moskauer Staates bekannt.

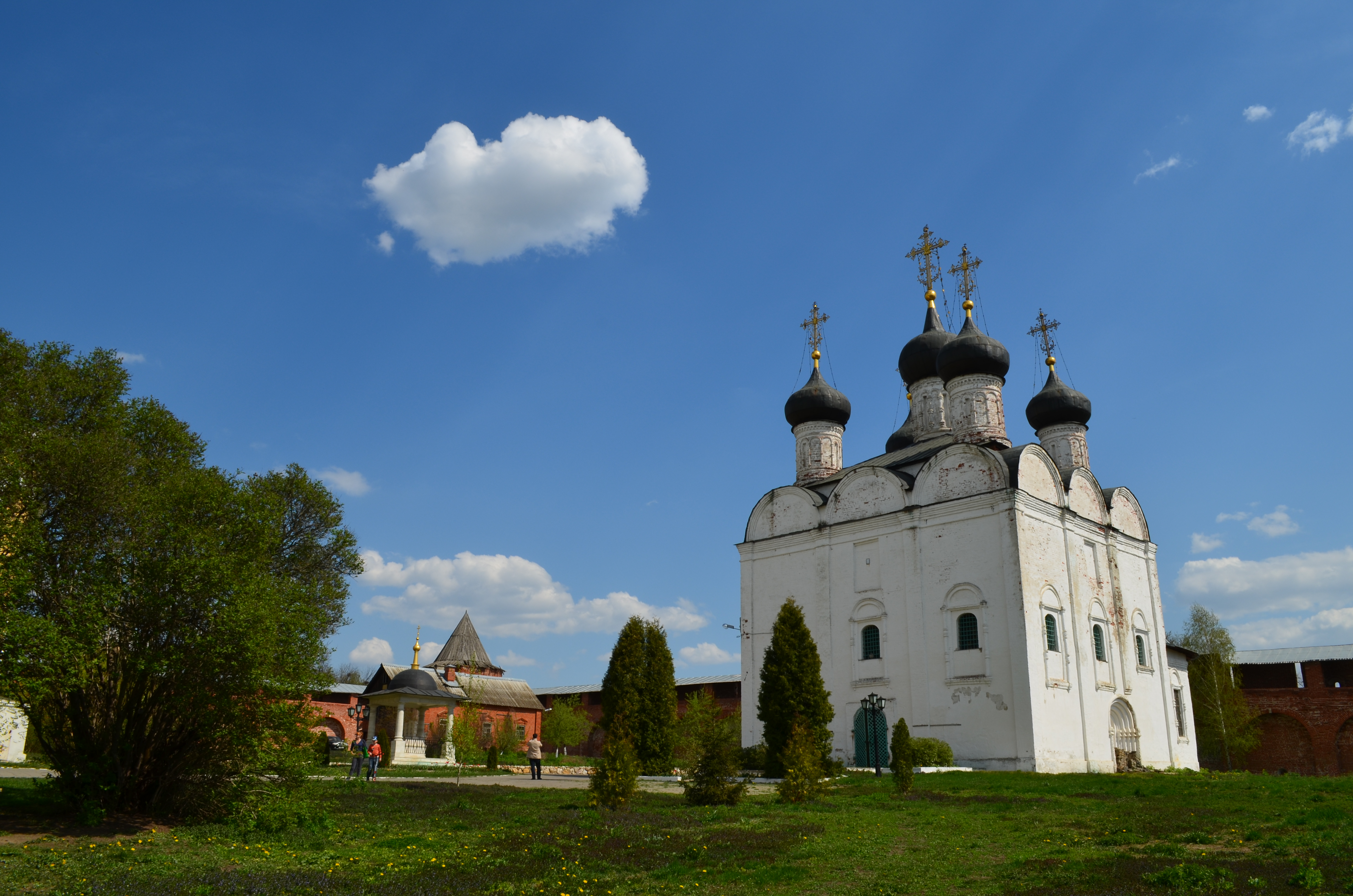
Nikolaus-Kathedrale

Wie es bei den meisten altrussischen Festungen außerhalb Moskaus der Fall ist, wurden die Namen der Architekten des Saraisker Kremls nicht überliefert. Ausgeführt wurde die Zitadelle unter Einhaltung der altrussischen Festungsbautraditionen: Der relativ kleine Saraisker Kreml erhielt eine neun Meter hohe und bis zu drei Meter dicke backsteinerne Umfriedungsmauer, in die in regelmäßigen Abständen Wachtürme – hier insgesamt acht Türme, davon vier zwölfkantige Ecktürme – eingebaut wurden. Drei der acht Wachtürme verfügen über Durchgangstore zum Kreml, außerdem wurden alle Türme mit Schießscharten versehen, durch die Artilleriegeschütze nicht nur nach außen, sondern auch nach innen gerichtet werden konnten.
Im Inneren des Saraisker Kremls sind zwei historische Kirchenbauten bis heute erhalten, wobei beide allerdings nicht aus der Bauzeit der Festung stammen. Die mit fünf Zwiebeltürmen abgeschlossene Nikolaus-Kathedrale (russ. Никольский собор) wurde im Jahre 1681 an der Stelle einer Holzkirche errichtet. Unweit davon steht die 1821 eingeweihte Kirche Johannes der Täufer (Церковь Иоанна Предтечи), die architektonisch gänzlich anders ist – während die Nikolaus-Kathedrale im traditionellen russischen Kirchenbaustil gehalten wurde, ist die einkuppelige Kirche Johannes der Täufer eher klassizistisch geprägt.